# شهرتوز
شهرتوز (قبل 2021 Shahrituz (بالطاجيكية: Шаҳритуз) </link>، الآن Шаҳритӯс Shahritŭs، شهر توس</link>) هي بلدة في منطقة خاتلون، جنوب غرب طاجيكستان. تقع المدينة على نهر كفرنهون، وقد تأسست عام 1938. يبلغ عدد سكانها 17200 (تقديرات يناير 2020). هي مقر مقاطعة شهرتز.

## جغرافية

### مناخ
شهرتوز لديها مناخ بارد شبه جاف ( تصنيف مناخ كوبن BSk ). متوسط درجة الحرارة السنوية هو 17.2درجة مئوية (63.0درجة فهرنهايت). أحر شهر يوليو بمتوسط درجة حرارة 30.2 °م (86.4 °ف) وأبرد شهر هو يناير بمتوسط درجة حرارة 3.3 °م (37.9 °ف). متوسط هطول الأمطار السنوي هو 235.7 مـم (9.28 بوصة) ولها متوسط 59.2 يومًا مع هطول الأمطار. أكثر الشهور أمطارا هو مارس بمتوسط 58.0 مـم (2.28 بوصة) لهطول الأمطار وأكثر الشهور جفافًا في أغسطس / آب بمتوسط 0 ملم لهطول الأمطار.